# Bracon gracilis
Bracon gracilis är en stekelart som först beskrevs av Léon Abel Provancher 1886.  Bracon gracilis ingår i släktet Bracon och familjen bracksteklar. Inga underarter finns listade.